# Eupristina
Eupristina — рід перетинчастокрилих комах родини агаонід (Agaonidae). Поширений у тропічних і субтропічних регіонах.

## Спосіб життя
Представників роду називають «фіговими осами», тому що і личинки і дорослі живляться плодами фікуса (фіги).

## Види
Рід включає такі види:
- Eupristina aurivillii Mayr,1906
- Eupristina belgaumensis Joseph,1954
- Eupristina cyclostigma Wiebes,1992
- Eupristina delhiensis (Abdurahiman & Joseph,1967)
- Eupristina emeryi Grandi,1916
- Eupristina jacobsoni Grandi,1926
- Eupristina keralensis (Priyadarsanan & Abdurahiman,1994)
- Eupristina koningsbergeri Grandi,1916
- Eupristina leightoni Wiebes,1992
- Eupristina longispina Wiebes,1992
- Eupristina masoni Saunders,1882
- Eupristina mollis Priyadarsanan & Abdurahiman,1997
- Eupristina philippinensis Wiebes,1992
- Eupristina poeta Girault,1934
- Eupristina rehmani Priyadarsanan,1999
- Eupristina saundersi Grandi,1916
- Eupristina verticillata Waterston, 1921